# Hispano-Suiza HS21 GTS
L'Hispano-Suiza HS21 GTS est un prototype (concept car) de 2002 du constructeur automobile espagnol Hispano-Suiza. 